# Unonopsis elegantissima
Unonopsis elegantissima är en kirimojaväxtart som beskrevs av Robert Elias Fries. Unonopsis elegantissima ingår i släktet Unonopsis och familjen kirimojaväxter. Inga underarter finns listade i Catalogue of Life.